# Kannur Cantonment
Kannur Cantonment, ou, em português, acantonamento de Cananor, é cidade no distrito de Kannur, no estado indiano de Kerala.

## Demografia
Segundo o censo de 2001, Kannur Cantonment tinha uma população de 4699 habitantes. Os indivíduos do sexo masculino constituem 65% da população e os do sexo feminino 35%. Kannur Cantonment tem uma taxa de literacia de 89%, superior à média nacional de 59,5%: a literacia no sexo masculino é de 92% e no sexo feminino é de 84%. Em Kannur Cantonment, 8% da população está abaixo dos 6 anos de idade.